# Santiago Ramón y Cajal
Santiago Ramón y Cajal (1. května 1852 – 17. října 1934 Madrid) byl španělský histolog, lékař a nositel Nobelovy ceny za fyziologii a medicínu (1906), a to za práce o struktuře nervového systému. Cenu získal spolu s Camillo Golgim. Definoval neuron.

## Život
Vyučil se ševcem. Studoval na výtvarné škole, odkud byl vyhozen pro karikování profesorů. Otec anatom přitáhl syna k medicíně. Vystudoval lékařství na Univerzitě v Zaragoze, absolvoval roku 1873. V letech 1884–1887 působil jako profesor deskriptivní anatomie na univerzitě ve Valencii, v letech 1887–1892 profesorem histologie a patologické anatomie na univerzitě v Barceloně a v letech 1892–1922 zastával stejný post na univerzitě v Madridu. V roce 1920 nechal král Alfonso XIII. v Madridu zřídit Cajalův ústav, kde pak Cajal působil až do smrti.

## Dílo
Jeho nejdůležitější práce se týkají struktury centrálního nervového systému.
V mikroskopické anatomii byl po něm pojmenován typ neuronů mozkové kůry – horizontální nervové buňky Ramóna y Cajal. 
Také v CNS podle něho je pojmenován nucleus interstitialis (Cajal) - nervové jádro v mezencefalu v blízkosti jádra Darkševičova. 
Kromě toho, v ENS jsou popisovány Cajalovy intersticiální buňky - pacemakery střevní peristaltiky (zadávají "rytmus" kontrakce a relaxace střevní trubice).
Ještě k tomu popsal struktury uvnitř buněčného jádra, dnes známé jako Cajalova tělíska.